# Preta Gil
Preta Maria Gadelha Gil Moreira (Rio de Janeiro, 8 d'agost de 1974 – Nova York, 20 de juliol de 2025) va ser una cantant, actriu, presentadora i empresària brasilera.
Musicalment, va transitar entre diversos estils, barrejant el pop i MPB amb samba, axé music o funk carioca.

## Carrera artística
Preta Gil va començar a treballar en la dècada del 1990 en productores musicals, on va tenir l'oportunitat de realitzar videoclips per a cantants com Ivete Sangalo o Ana Carolina, i va dirigir material de grups pop com KLB i SNZ, sent una part important de la popularització del gènere boy band i girl band al Brasil. Els seus treballs inclouen també produccions de senzills com com "Criança", de Marina Lima, la seva cosina per part de mare.
El juny de 2002, Gil, va començar la seva carrera com a cantant. Després de reunir alguns músics, va gravar una maqueta que va cridar l'atenció de Warner Music, que va oferir-li un contracte d'enregistrament. L'àlbum d'estrena de l'artista, titulat Prêt-a-Porter, va ser llançat el 2003. La portada, on apareix nua, fotografiada per Vania Toledo, va tenir molta repercussió.
Aquell mateix 2003 va debutar com a actriu, donant vida el personatge Vanusa Silveira en la telenovel·la Agora É Que São Elas, de la TV Globo. L'abril de 2004, signa contracte amb la Rede Bandeirantes iniciant la seva carrera com a presentadora. Va passar a comandar el programa Caixa Preta, que s'emetia les nits de dissabte. En aquest període, ella va ser convidada per l'escriptora Gloria Perez per a integrar el elenco de la novel·la Amèrica, de la Xarxa Globo, però va rebutjar per a priorizar el programa. Al mes d'octubre, l'emissora va cancel·lar el programa —que mai va tenir gaire audiència—, adduint que havia descobert que Gil havia fet una prova per a presentar un programa a la Globo.

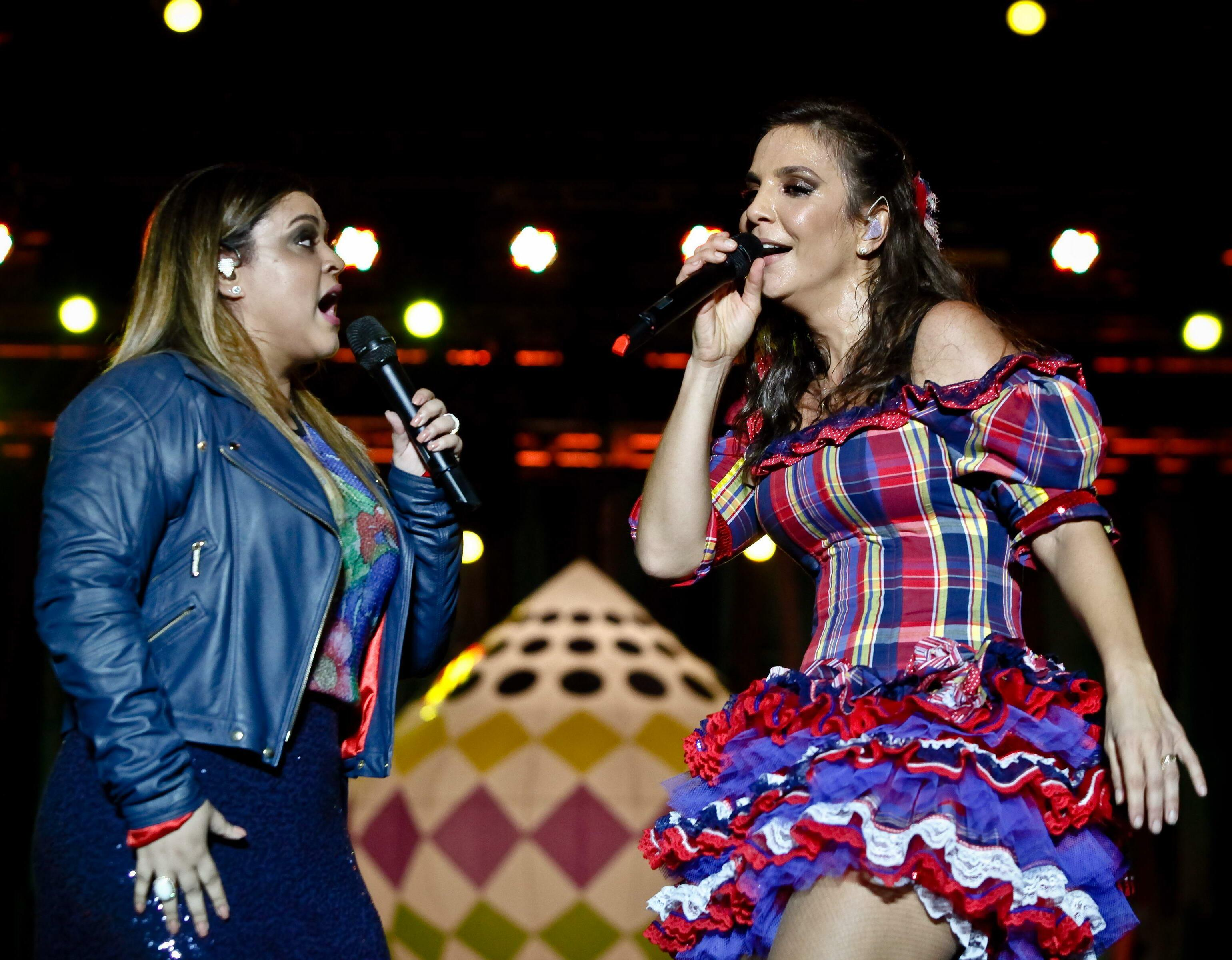
Preta Gil amb Ivete Sangalo (2012)

El segon àlbum d'estudi de l'artista, titulat Preta, va ser llançat l'octubre de 2005. L'any següent, va estrenar l'obra teatral Um Homem Chamado Lee. En la peça, dirigida per Rodrigo Pitta, Gil va interpretar una travestí que té fixació per la cantant Rita Lee. El 2007, va interpretar la malvada Helga, en la telenovel·la Caminhos do Coração, de la cadena Record. A continuació, Preta torna a dedicar-se a la música. Va iniciar una nova gira musical, Noite Preta, i el 20 d'octubre de 2009 va gravar el seu primer àlbum en directe, en el concert que va realitzar a la sala The Week, a Rio de Janeiro. La nit va comptar amb les participacions del seu pare, Gilberto Gil, acompanyat a la guitarra pel fill de Preta, Francisco, interpretant "Drão"; i d'Ana Carolina, cantant "Sinais de Fogo".
Entre 2009 i 2010, va ser la presentadora del talk show Vai e Vem, del canal de televisió per cable GNT. Cada divendres, rebia un convidat famós i parlaven sobre la seva vida sexual. També va assumir protagonisme en el Carnaval, a través del Bloco da Preta, creat el 2010. Gil va llançar el seu tercer àlbum d'estudi el dia 24 de juliol de 2012, amb el títol Sou como Sou, per la discogràfica DGE.

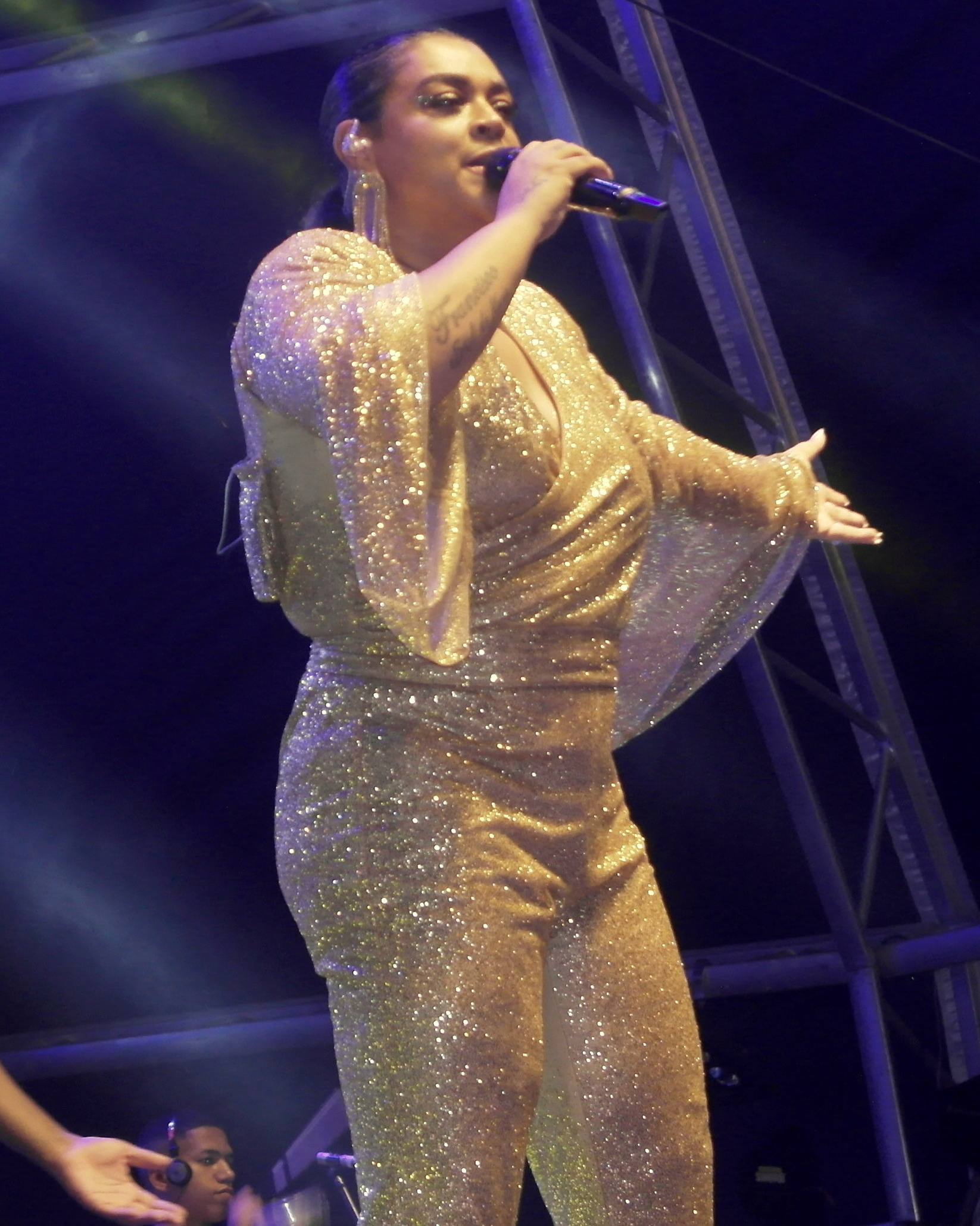
Gil en directe a Angra dos Reis (2023)

La cantant va celebrar 10 anys de carrera amb l'enregistrament del segon àlbum en directe: Bloco da Preta. L'espectacle, que va tenir tres hores de durada, va ser enregistrat en la nit del 23 d'octubre de 2013, i va comptar amb les col·laboracions de Lulu Santos, Ivete Sangalo, Anitta, Israel Novaes i Thiaguinho. En el carnaval de 2014, el cantant sud-coreà Psy va cantar al costat de Gil, així com na Claudia Leitte. El seu últim àlbum d'estudi Todas as Cores, va ser llançat en 2017. El material duia participacions de les cantants Pabllo Vittar, Marília Mendonça i Gal Costa.
El 2017, en societat amb Fátima Pissarra i Carlos Scappini, Preta Gil va fundar Music2Mynd, una empresa especialitzada en música, màrqueting de xarxes socials i entreteniment.
El 2024, va llançar l'autobiografia Preta Gil: os primeiros 50, on abordava la seva lluita contra el càncer i la ruptura amb Rodrigo Godoy, després d'una traïció mentre ella enfrontava el tractament de la malaltia.

## Vida personal
Era filla del músic Gilberto Gil i de l'empresària Sandra Gadelha, neboda del cantant Caetano Veloso i cosina de Marina Lima.
El seu primer casament va durar dos anys, i va ser amb l'actor Otávio Müller, amb qui va tenir el seu únic fill, Francisco Gadelha Gil Moreira Müller de Sá, nascut el 1995. El segon matrimoni, amb el bussejador Carlos Henrique Lima, va durar 4 anys. Gil va ser parella dels actors Caio Blat i Paulo Vilhena, i del presentador Marcos Mion. Entre 2015 i 2023 va estar casada amb Rodrigo Godoy, professor d'educació física. El 24 de novembre de 2015 es va convertir en àvia d'una nena, Sol de Maria, fruit de la unió del seu fill Francisco amb la model Laura Fernandes.
Preta es declarava obertament bisexual i pansexual. La cantant també va ser defensora dels drets LGBT.

### Problemes de salut i mort
El gener de 2023, va declarar que havia estat diagnosticada amb càncer colorectal. Després de mesos en tractament amb quimio i radioteràpia contra l'adenocarcinoma, a l'agost va ser sotmesa a una cirurgia per a retirar-li el tumor. Van haver de practicar-li una ileostomia i connectar-la, durant uns mesos, a una borsa d'ostomia.
Malgrat que a les darreries de 2023 va anunciar que les proves havien confirmat que no tenia cèl·lules canceroses; l'agost de 2024, Preta Gil va anunciar que el càncer havia reaparegut, resultant en dos tumors en els ganglis limfàtics, un nòdul a l'urèter i una metàstasi al peritoneu; pel que va reprendre el tractament amb quimioteràpia. Ambtot, al desembre va haver de sotmetre's a una nova cirurgia per a eliminar els tumors.
El maig de 2025, Gil va viatjar als Estats Units per donar inici al tractament amb ús de medicaments en fase experimental i estava previst que retornés al Brasil a l'agost. No obstant, el 20 de juliol de 2025, Preta va morir a Nova York, on residia mentre se sotmetia a aquest tractament. La vetlla va tenir lloc el dia 25 de juliol al Theatro Municipal do Rio de Janeiro i va tenir lloc un seguici fúnebre, en el què el cos de la cantant va recórrer els carrers per on passava amb el Bloco da Preta al carnaval.

## Reconeixements
L'any 2025, la ministra de cultura del Brasil, Margareth Menezes, va condecorar-la amb la medalla de l'Orde del Mèrit Cultural.

## Producció artística

### Música
- Prêt-à Porter (2003)
- Preta (2005)
- Sou Como Sou (2012)
- Todas as Cores (2017)

### Televisió
| Any       | Programa             | Paper                   | Notes                               |
| --------- | -------------------- | ----------------------- | ----------------------------------- |
| 2003      | Agora É que São Elas | Vanusa Silveira         |                                     |
| 2004      | Caixa Preta          | Presentadora            |                                     |
| 2007      | Caminhos do Coração  | Helga Silva da Silveira |                                     |
| 2008      | Ó Paí, Ó             | Magda                   | Episodi: "Fiéis e Fanáticos"        |
| 2010      | Vai e Vem            | Presentadora            |                                     |
| 2010      | As Cariocas          | Gláucia                 | Episodi: "Internauta da Mangueira"  |
| 2010      | Ti Ti Ti             | Ella mateixa            |                                     |
| 2011–13   | Esquenta!            | Comentarista            |                                     |
| 2012      | Cheias de Charme     | Ella mateixa            | Episodi: "31 de julho"              |
| 2012      | 220 Volts            | Ella mateixa            | Episodi: "Fama"                     |
| 2012      | The Voice Brasil     | Mentora assistent       |                                     |
| 2013      | Pé na Cova           | Ella mateixa            | Episodi: "Quero Morrer no Carnaval" |
| 2013      | Medida Certa         | Participante            |                                     |
| 2015      | MasterChef           | Jurada especial         | Episodi: "Final"                    |
| 2015      | Vai que Cola         | Flor de Liz             | Episodi: "Ripongô Geral"            |
| 2021–2022 | Show dos Famosos     | Jurat                   |                                     |
| 2022–2025 | Em Casa com os Gil   | Participant             |                                     |
| 2023      | Angélica: 50 e Tanto | Ella mateixa            | Episodi: "Vida"                     |
| 2024      | TVZ                  | Presentadora            | [ 45 ]                              |

### Cinema
| Any  | Títol           | Paper         |
| ---- | --------------- | ------------- |
| 2006 | Os Sem-Floresta | Stella (veu)  |
| 2011 | Billi Pig       | Dona Generosa |
| 2018 | Crô em Família  | Ella mateixa  |
| 2022 | Filho da Mãe    | Ella mateixa  |

### Teatre
| Any  | Títol                 | Paper                      | Notes                     |
| ---- | --------------------- | -------------------------- | ------------------------- |
| 2006 | Um Homem Chamado Lee  | Ivanildo Ribeiro/Linda Lee | Direcció de Rodrigo Pitta |
| 2019 | Mais Preta Que Nunca! | Ella mateixa               | Monòleg                   |

### Ràdio
| Any     | Títol       | Paper        |
| ------- | ----------- | ------------ |
| 2010–11 | Noite Preta | Presentadora |

### Literatura
- Preta Gil: Os primeiros 50 (en portuguès).  Globo Livros, 2024-08-08. ISBN 978-65-5987-174-2.